# Heart Beats of Long Ago
Heart Beats of Long Ago er en amerikansk stumfilm fra 1911 af D. W. Griffith.

## Medvirkende
- George Nichols
- Wilfred Lucas
- Donald Crisp
- Blanche Sweet
- Kate Toncray